# Stanîlea, Drohobîci
Stanîlea (în ucraineană Станиля) este o comună în raionul Drohobîci, regiunea Liov, Ucraina, formată numai din satul de reședință.

## Demografie
Componența lingvistică a comunei Stanîlea
     Ucraineană (98,98%)
     Rusă (1,02%)
Conform recensământului din 2001, majoritatea populației comunei Stanîlea era vorbitoare de ucraineană (98,98%), existând în minoritate și vorbitori de rusă (1,02%).